# Rendžu
Rendžu (japonsky: 連珠, anglicky: renju) je strategická desková hra pro dva hráče. Jedná se o upravenou hru piškvorky, resp. gomoku (japonsky: 五目並べ gomoku narabe), přičemž úpravy značně omezují možnosti tahu prvního hráče tak, aby se hra stala vyrovnanou (v klasických piškvorkách je začínající hráč znatelně zvýhodněn).
Hrací pole je 14×14 políček, respektive 15×15 průsečíků. Hráči se pravidelně střídají v umisťování kamenů na volné průsečíky. Vyhrává hráč, který první vytvoří nepřerušenou řadu (vodorovnou, svislou či šikmou) pěti svých kamenů.
Začínající hráč (černý) nesmí vytvořit dvojitou trojku, dvojitou čtyřku ani přesah (tj. šest nebo více kamenů v řadě). Pokud některý z těchto útvarů vytvoří (ať už omylem, nebo je k tomu přinucen při obraně), prohrává. Navíc platí ještě několik omezení pro zahájení.
Bílý není nijak omezen, může vytvářet dvojité trojky, dvojité čtyřky i přesahy, přičemž přesah se mu počítá jako piškvorka.